# Inevitable (álbum)
Inevitable es el álbum debut del cantante mexicano Samo. Fue lanzado al mercado por Sony Music Latin el 16 de julio de 2013 en Latinoamérica y el 13 de agosto de 2013 en Estados Unidos. Samo se desempeñó como compositor de todas las canciones del disco. Trabajó junto a otros productores y compositores como Claudia Brant, Rafa Vergara, Andrés Castro, Motiff y Edgar Barrera. Musicalmente, Samo definió Inevitable como «un álbum autobiográfico formado por canciones de amor y desamor que reflejan momentos importantes y pequeños capítulos de su vida». El álbum incluye principalmente géneros tales como el pop latino y el pop mientras que presenta influencias menores de géneros como el pop rock, dance pop, rock, soul y reggae.
Como parte de la promoción, a partir de mayo de 2013 fueron lanzados dos sencillos. El 27 de mayo de 2013 se lanzó el primer sencillo titulado «Sin ti». El tema logra posicionarse en las listas de México y Estados Unidos, siendo interpretado en vivo en numerosas ocasiones. El 9 de septiembre de 2013 se lanzó en las radios el segundo sencillo, «Inevitable», tema que da nombre al álbum. El 6 de enero de 2014 se anunció oficialmente el lanzamiento del tercer sencillo del álbum «Doy un paso atrás».

## Antecedentes y producción
En octubre de 2012 Samo comenta a la prensa que, durante el lapso de descanso de la banda, dedicó su tiempo a componer temas, confesando «Si en algún momento surge el poder hacer un proyecto como solista, la prensa lo sabría de inmediato, pero por ahora estoy haciendo canciones para mí, porque no he parado de escribir, hay muchos temas que me gustaría que el público conociera».
El 1 de marzo de 2013 el productor Mauri Stern confirma la finalización del disco y la salida de Samo del Camila. En mayo de 2013 el cantante confirma su separación del grupo y anuncia el lanzamiento de su primer álbum que llevaría el nombre de "Inevitable".
Samo compuso 12 de los 13 temas incluidos en el álbum, el cantante explicó que dos de los temas más importantes son la canción «Quiero escuchar tu voz» dedicada a su hermano que falleció, e «Inevitable», que da título al álbum, y sobre la que explicó «es una canción que tiene mucha fuerza y le dedico a esos momentos cuando se me cerraron muchas puertas, siempre hay topes y ganas de crecer y no lo puedes hacer por muchos factores, hoy se abren muchas y estoy feliz porque todo tiene su tiempo». El álbum contó con la Orquesta Sinfónica Juvenil de Veracruz.

«No es solo poesía, sino también fuerza, porque los seres humanos a veces vivimos épocas de flaqueza y depresión, y este disco nos inspira a tomar el toro por los cuernos y a sobreponernos. Incluso hay varias melodías 'uptempo', algo que tampoco han escuchado de mí».
Samo sobre su disco Inevitable.

Fue producido por Rafa Vergara, Andrés Castro y Motiff, siendo grabado en Miami, Los Ángeles, España y México.

## Lanzamiento
El 27 de mayo de 2013 se lanza el primer sencillo del álbum, anunciándose el lanzamiento de su disco para agosto de este año. El 16 de julio de 2013 se lanza el álbum en Latinoamérica a través de descarga digital, el cual incluye 13 temas, ese mismo día se lanza un bonus track con el tema «Tiempo para amar». El 30 de julio de 2013 se lanza el álbum con 14 temas más un DVD que incluye 8 temas en vivo y un detrás de cámara. El 13 de agosto de 2013 se lanza en los Estados Unidos.
El 25 de julio de 2013 se realizó un showcase en el Centro Cultural Roberto Cantoral para dar una muestra de su primer producción discográfica como solista. Durante la conferencia de prensa que otorgó luego del showcase, habló sobre la composición y producción del mismo así como también las experiencias que inspiran el disco, argumentando «Son canciones que hablan sobre desamor, es un disco autobiográfico donde cuento momentos importantes en mi vida, no hablo de mi vida personal, pero si alguien quiere conocer lo que vivo a diario, que escuche el disco, son pequeños capítulos de mi vida que hice canciones».

## Composición
En términos de la composición musical, el cantante describió al álbum como autobiográfico ya que está formado por canciones de amor y desamor que reflejan momentos importantes y pequeños capítulos de su vida.  Sobre el proceso de composición explicó: 

«Sin saber lo que estaba escribiendo sobre mis viajes, vivir la soledad, experiencias y emociones, creí importante plasmar todo eso en un disco. Son canciones autobiográficas, que hablan del amor y de momentos importantes que pasaron en mi vida; yo no hablo de mi vida personal, pero si alguien quiere conocerla deberá escuchar el disco, porque son pequeños capítulos de mi vida».
Samo

El álbum se inicia con «Peligro», tema escrito por Samo y Motiff, el cantante lo describió como el tema que más trabajo le costó realizar. Se trata de una canción pop con un ritmo medio y con influencias de géneros dance-pop, es un tema melódico que utiliza como instrumentos principales, el ukelele y la guitarra acústica al principio, luego se agrega la batería. La letra trata, principalmente, de ser positivo en la búsqueda del amor, ya que no está en extinción. La segunda pista, «Sin ti», es el primer sencillo del álbum y fue compuesta por Samo junto a Edgar Barrera y Andrés Castro. Fue escrita en Miami y la letra trata sobre recuperarse de una relación dañina. Es una canción pop, especialmente una balada que utiliza como instrumento principal el piano. El tercer tema, «Doy un paso atrás», fue compuesto por el cantante junto a Manu Moreno, siendo escrita en Miami y México. Sobre el tema, Samo la describió como una canción «muy honesta, con melodía fuerte y la disfruto enormemente al momento de interpretarla… creo que deja algo en la gente que la escucha». Es una balada y la letra habla principalmente sobre seguir tu propio camino, seguir adelante luego de una relación dolorosa. 
El cuarto tema, «Inevitable», es el segundo sencillo y la cual da nombre al álbum, fue compuesta por Samo y Rafa Vergara. Sobre el tema, el cantante expresó que es su tema favorito del disco y argumentó: «Es uno de los temas que me encantan, que me apasionan, que me llenan de mucha energía y fuerza. La elegimos como título del álbum y engloba perfectamente el sentimiento del disco. En esos momentos en que te puedes sentir débil o vulnerable, o puedes pensar que las cosas y las metas no las vas a alcanzar, que lo negativo puede llegar a consumirte, esta canción es un himno para dejar atrás esos episodios de soledad, de espera, de lágrimas, de dolor. Cuando la canto me siento un guerrero. Tiene mucha fuerza, el  arreglo es enorme. Me encantan los arreglos de cuerdas y me llevan a visualizar lo que quiero en el show. Me lleva a volar muy alto». Es una canción pop de ritmo rápido, con influencias en estilos tan diversos como dance pop y electro pop. El quinto tema de Inevitable es «El que fue» compuesto por Samo junto a Rafa Vergara, según el cantante es una canción dramática, con un tema fuerte de fondo o tabú, la letra trata sobre las drogas y el daño que pueden ocasionar, teniendo repercusiones en nuestra vida. El sexto tema se titula «Tan sólo pido» fue compuesta junto a Carlos Rosas en México mientras el cantante presenciaba las grabaciones de la telenovela Amor bravío, inspirada en el sufrimiento que vio en la actriz principal y en vivencias como ser humano del cantante. La letra habla sobre la pérdida de una persona y es una balada.
El séptimo tema del álbum Inevitable es «Un nuevo sol», compuesta junto a Eliacim Martínez, es una canción de pop latino de ritmo rápida y alegre, que utiliza principalmente la batería, y con influencias en estilos como el pop rock. Samo la describió como: «Amor propio y puro en esta canción. Un nuevo sol brillará. Un tema que tiene mucha buena energía desde las primeras notas, el sonido de la batería, el piano, los coros, la melodía. Es una canción que imagino perfecto cantando con el público, sonriendo, viendo un nuevo sol en medio de la oscuridad cuando dejamos una relación amorosa y pensamos que la vida se acaba… al contrario, siempre hay un nuevo sol, nuevas experiencias, sueños que emprender, el amor siempre nos está esperando, sólo hay que voltear a todos lados porque esta vida es maravillosa». El octavo tema es «Tú fuiste quién» compuesta junto con Pablo Preciado, un tema con un estilo dramático con la utilización de la batería principalmente y con influencias en el pop rock. El noveno tema, «Lejos de tu alma» fue compuesta por Samo, Edgar Barrera y Andrés Castro. Es una canción de ritmo rápido con estilo de dance pop, pop rock y pop latino, con una letra desafiante y energética sobre la que, Samo, describió como «muy honesta, en la que me río de la mentira, aun cuando las personas a veces no saben o no pueden mentir. Un tema con mucha energía, es ver hacia el futuro y continuar la vida a pesar de la mentira y la desilusión, pues siempre va a haber algo positivo».
El décimo tema es «Quiero escuchar tu voz» compuesta sólo por Samo dedicada a su hermano quien falleció. Una balada con una letra muy sentida y profunda, el cantante expresó que el tema cuenta un capítulo de su vida, explicando «Siempre he dicho que él será parte de mi música, de mi vida y de mi carrera porque compartíamos muchos sueños juntos, era mi alma gemela. Hoy no está, pero está la música donde puedo expresar lo que siento y puedo situarlo. Esta canción habla sobre ese ser maravilloso que era mi hermano». La undécima pista se llama «Nada alrededor» compuesta por María Bernal y Mauro Muñoz, siendo esta la única canción en el disco que no fue compuesta por el cantante. La letra habla de un amor perfecto, es un tema triste y nostálgico a su vez, es una balada suave y sencilla que utiliza principalmente el teclado y en los coros. La decimosegunda pista del disco, «Y no lluevan lágrimas», compuesta por el cantante junto a la famosa compositora Claudia Brant, fue escrita en Los Ángeles. Es una balada que utiliza instrumentos musicales como el violín y el piano. Samo explicó que la letra se basa en el anhelo de esa persona especial, principalmente expresa «lo que vivimos los artistas despertando solos en un cuarto de hotel sin alguien a nuestro lado. La carrera nos exige mucha disciplina, tiempo y esfuerzo, pero al final nos llena muchísimo; a título personal, no me arrepiento porque es mi misión en la vida, escribir y cantar canciones». La canción número trece es «Sólo por amor» fue compuesta por Samo y Roy Tavare en Miami, está basado en la telenovela Relaciones peligrosas y en su temática que, según el cantante, «expone problemáticas sociales en cuanto a las relaciones humanas. Habla de la relación entre una maestra y su alumno, la diferencia de edades, el racismo y otros tabúes. El mundo se hizo por amor y no tenemos derecho a juzgar a nadie por la manera o forma de amar». Es una canción de pop con un estilo dramático, utilizando principalmente como instrumentos musicales sintetizadores, teclados y violines.

## Promoción

### Sencillos
El 27 de mayo de 2013 se lanzó el primer sencillo del álbum, titulado «Sin ti». El tema fue escrito por el mismo Samo junto a Edgar Barrera y Andrés Castro. El sencillo debutó en el primer puesto del top pop de los temas más escuchados en México y el noveno puesto del top general. En el Mexico Spanish Airplay de Billboard el sencillo debutó en el primer puesto. En Estados Unidos el tema se posicionó en el puesto veinticuatro del Billboard Latin Pop Songs y en el puesto treinta y cinco del Billboard Hot Latin Songs. El 21 de diciembre de 2013 se anunció que el sencillo fue certificado disco de oro por sus ventas digitales. El video fue filmado en su tierra natal, Veracruz, en la playa de Chachalacas, y estuvo bajo la dirección de Ricardo Calderón. El 30 de julio de 2013 se estrena el video musical en el canal VEVO.
El 4 de septiembre de 2013, Samo anunció vía Twitter que el segundo sencillo del álbum sería «Inevitable». El 9 de septiembre de 2013 se sube a su cuenta oficial en Youtube el audio del sencillo. El 9 de septiembre de 2013 expresó en su Twitter que el tema es lanzado oficialmente en las radios. El 8 de octubre de 2013 estrenó el video en su cuenta oficial en VEVO. Fue dirigido por José Calvano y contó con la participación de seis bailarines. Grabado en algunas calles del microcentro de la Capital Federal, en Puerto Madero y en la localidad de Haedo. El sencillo se posicionó en el noveno puesto del chart de Monitor Latino de los temas pop más escuchados en México.
El 21 de diciembre de 2013, el cantante anunció en su cuenta de Twitter oficial el lanzamiento de su tercer sencillo, «Doy un paso atrás», en las radios. El 6 de enero de 2014 se comparte oficialmente en la página del cantante el lanzamiento del sencillo.
Otras canciones notables
- La canción «Sólo por amor» fue lanzada como sencillo el 16 de julio de 2012 a través de descarga digital,[38] siendo utilizada como tema principal de la telenovela estadounidense Relaciones peligrosas protagonizada por Sandra Echeverría y Gabriel Coronel.[39] Más tarde fue incluida en la lista de canciones del álbum.
- El tema «Tan sólo pido» fue lanzada en 2012 y utilizada como banda sonora de la telenovela mexicana Amor bravío.[16] Más tarde fue incluida en la lista de canciones del álbum.

### Presentaciones en vivo

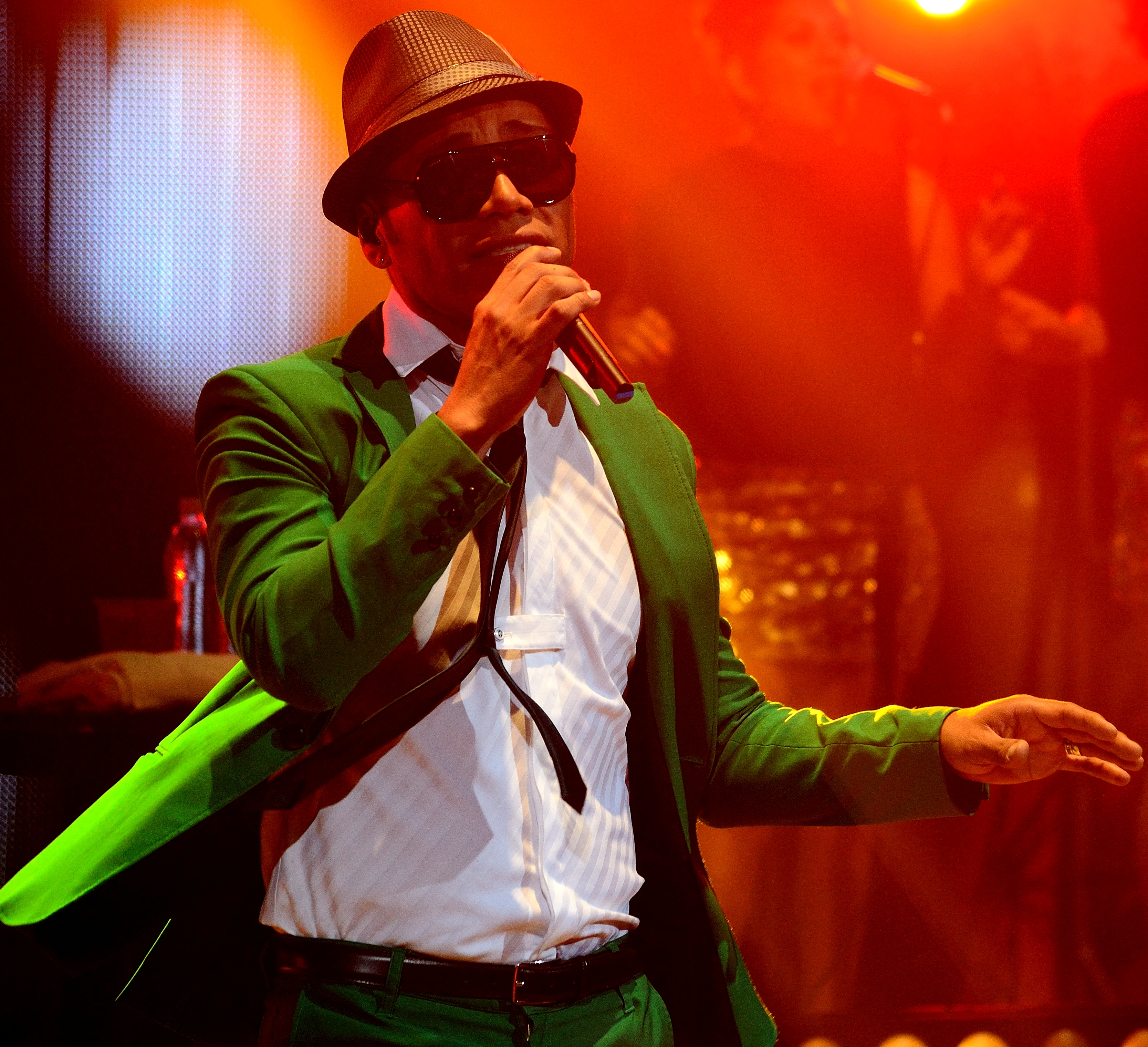
Samo durante su presentación en el Centro Cultural Roberto Cantoral, Ciudad de México.

En julio de 2013 realiza "Samo Sony Sessions", una presentación acústica donde interpreta los temas «Peligro», «Sin ti», «Tan sólo pido», «De que me sirve la vida», «Sólo por amor», «Tiempo para amar» y «Doy un paso atrás». 
El 1 de julio de 2013 se presenta en el programa mexicano Mojoe, conducido por Yolanda Andrade y Montserrat Oliver, interpretando su sencillo «Sin ti» y «De que me sirve la vida». El 3 de julio de 2013 se presenta en la concierto EXA Tampico interpretando «Inevitable», «De que me sirve la vida» y «Sin ti». El 4 de julio de 2013 se presenta en el concierto EXA Fest en San Luis Potosí interpretando «Sin ti» y «De que me sirve la vida».
El 16 de julio interpreta «Sin ti» en el concurso de belleza Nuestra Belleza Nuevo León 2013 en Monterrey, Nuevo León. Ese mismo día se presenta en el concierto Exa Frozt 2013 llevado a cabo en el Arena Monterrey, interpretando «Sin ti», «De que me sirve la vida» e «Inevitable». El 21 de agosto  de 2013 se presenta en el concierto EXA Ciel 2013 en la explanada del Complejo Cultural Universitario de Puebla, interpretando «Sin ti». El 28 de agosto de 2013 es invitado al concierto Exa Frozt 2013 en Guadalajara interpretando «Inevitable», «De que me sirve la vida» y «Sin ti», fue llevado a cabo en el Auditorio Telmex.
El 4 de septiembre de 2012 se presenta en el programa mexicano Plan B del grupo OV7 interpretando «Sin ti». El 16 de septiembre de 2013 participa como jurado invitado en el reality show Idol Puerto Rico, donde además interpreta su sencillo «Sin ti». Samo aparece en el capítulo 143 de la telenovela argentina Solamente vos interpretando junto a Adrián Suar el sencillo «Sin ti». El 16 de octubre de 2013 interpretó el tema «Sin ti» en la presentación de la novela Quiero amarte. El 17 de octubre de 2013, se presentó en el evento organizado para la elección de la candidata que representará a México en Miss Mundo 2014, llevado a cabo en Toluca y donde interpretó el tema «Inevitable» junto a sus bailarines.

### Tour
El 5 de junio de 2013 Samo sube junto con el hashtag #InevitableTour una foto y coloca «Preparando el show para ustedes. Nos vemos en cada país, en cada ciudad». El 26 de agosto de 2013, Samo anuncia vía Twitter que la gira del álbum, Inevitable Tour, iniciaría el 10 de septiembre de 2013 en el Teatro del Pueblo de Mineral de la Reforma, Hidalgo, México.

## Lista de canciones
- Edición estándar

| Inevitable |                          |                                                   |          |  |
| N.º        | Título                   | Escritor(es)                                      | Duración |  |
| 1.         | «Peligro»                | Arbise "Motiff" Gonzalez / Samo                   | 3:52     |  |
| 2.         | «Sin ti»                 | Edgar Barrera / Andrés Castro / Samo              | 4:27     |  |
| 3.         | «Doy un paso atrás»      | Mike Hernández / Chino Mejía / Manu Moreno / Samo | 3:55     |  |
| 4.         | «Inevitable»             | Samo / Rafa Vergara                               | 3:41     |  |
| 5.         | «El que fue»             | Samo / Rafa Vergara                               | 4:25     |  |
| 6.         | «Tan sólo pido»          | Carlos Rosas / Samo                               | 3:22     |  |
| 7.         | «Un nuevo sol»           | Eliacim Martínez / Samo                           | 3:07     |  |
| 8.         | «Tú fuiste quién»        | Pablo Preciado / Samo                             | 3:46     |  |
| 9.         | «Lejos de tu alma»       | Edgar Barrera / Andrés Castro / Samo              | 3:30     |  |
| 10.        | «Quiero escuchar tu voz» | Samo                                              | 3:23     |  |
| 11.        | «Nada alrededor»         | Maria Bernal / Mauro Muñoz                        | 3:59     |  |
| 12.        | «Y no lluevan lágrimas»  | Claudia Brant / Samo                              | 4:14     |  |
| 13.        | «Sólo por amor»          | Samo / Roy Tavare                                 | 3:21     |  |
| 49:02      |                          |                                                   |          |  |

| Inevitable - iTunes Bonus track |                    |              |          |  |
| N.º                             | Título             | Escritor(es) | Duración |  |
| 14.                             | «Tiempo para amar» |              | 3:32     |  |

| Inevitable - DVD Bonus track |                                       |                                                   |          |  |
| N.º                          | Título                                | Escritor(es)                                      | Duración |  |
| 1.                           | «Peligro» (en vivo)                   | Edgar Barrera / Andrés Castro / Samo              | 4:03     |  |
| 2.                           | «Sin ti» (en vivo)                    | Edgar Barrera / Andrés Castro / Samo              | 4:38     |  |
| 3.                           | «Tan sólo pido» (en vivo)             | Carlos Rosas / Samo                               | 3:36     |  |
| 4.                           | «Tiempo para amar» (en vivo)          |                                                   | 3:36     |  |
| 5.                           | «Doy un paso atrás» (en vivo)         | Mike Hernández / Chino Mejía / Manu Moreno / Samo | 4:07     |  |
| 6.                           | «Inevitable» (en vivo)                | Samo / Rafa Vergara                               | 3:41     |  |
| 7.                           | «Sólo por amor» (en vivo)             | Samo / Roy Tavare                                 | 3:32     |  |
| 8.                           | «¿De qué me sirve la vida?» (en vivo) | Samo                                              | 4:50     |  |
| 9.                           | «Samo Sony Sessions»                  |                                                   | 3:48     |  |

## Charts

### Semanales
| País           | Chart     | Lista            | Mejor posición |
| 2013           | 2013      | 2013             | 2013           |
| -------------- | --------- | ---------------- | -------------- |
| México         | AMPROFON  | Top 20 Chart     | 3              |
| México         | AMPROFON  | Top 100 Chart    | 14             |
| Venezuela      | AVINPRO   | Top 40 Chart     | 13             |
| Estados Unidos | Billboard | Latin Pop Albums | 9              |
| Estados Unidos | Billboard | Top Latin Albums | 56             |

## Créditos y personal

### Personal
Créditos por Inevitable:
| - Samo - Compositor, coros, artista primario - Andrés Castro - Arreglos, compositor, ingeniería, guitarra, teclados, arreglos de cuerda - Edgar Barrera - Arreglos, compositor, ingeniería, teclados, arreglos de cuerda - Motiff - Arreglos, guitarra, teclados, percusión - Rafa Vergara - Arreglos, compositor, coros, ingeniería, programación, arreglos de cuerdas - Pablo Manresa - Arreglos, ingeniería, piano, programación, arreglo de cuerdas - Pedro Alfonso - Violín - Rosa Alicia Cole Avendaño - Viola - J. Roberto Garrido Avila - Diseño gráfico - Maria Bernal - Compositora - Claudia Brant - Compositora - Alejandro Calles - - Mánager de discográfica - Freddy Cañedo - Bajo - Gabriel Castañón - Ingeniería - Tom Coyne - Masterización - Jackie D'Silva - Coros - Gabriela Aldana Domenzain - Violín - Daniel Itzcoatl Uribe Domínguez - Violín - Vicky Echeverri - Coros - Irene Del Carmen Cabezas Fernández - Violín - Charlie Garcia - A&R - Arbise "Motiff" Gonzalez - Compositor - Laura Adriana Martínez González - Chelo - Fabián Rangel Gutiérrez - Violín - Mike Hernández - Compositor - Amanda Judith Contreras Jaramillo - Violín - Martha Jeamina - Coordinación de vestuario - Marie Claire Kobeh - Mánager de discográfica - Marielos Labias - Coros - Guillermo Gutiérrez Leyva - A&R - Konstantin Litvinenko - Chelo - Johnny Lopera - Fotografía - Eduardo Carlos Juárez López - Violín - Cinthya Karina González Madrigal - Violín - Víctor Manuel Zavaleta Hernández - Viola - Eliacim Martínez - Compositor - Patricia Amelia Luison Mata - Chelo - Chino Mejía - Compositor - Ana Margarita Hernández Mogollón - Violín - Peter Mokran - Mezcla - Xiuhnel Valdivia Morales - Chelo | - Manu Moreno - Compositor - Mauro Muñoz - Compositor - Orquesta Sinfónica Juvenil Del Estado De Veracruz - Cuerda - Lizete Ozuna - Coros - Shafik Palis - Ingeniería - William Paredes - Trombones - Sara Parra - Coros - David Peña - Fotografía - Kiolal Vélez Peralta - Chelo - Luis Portillo - Piano - Pablo Preciado - Compositor - Martin Sánchez Ramos - Violín - Ana Alicia Martínez Rivera - Viola - Valeria Roa Rizo - Violín - Alberto J. Rodríguez - Asistente de ingeniería - Pablo Nicolás González Rodríguez - Violín - Alejandro Román - Coordinación ejecutiva - Carlos Rosas - Compositor - David Sebastián Morales Sánchez - Viola - Roberto Sánchez - Asistente de ingeniería - Curt Schneider - Mezcla - Rosino Serrano - Arreglos de cuerdas - Anayantzi Oropeza Silva - Viola - Manahem Jedidías Abisai Fuentes Solana - Violín - José Ramón Solano - Ingeniería - Joanna Téllez Sossa - Arpa - Roy Tavare - Compositor - Francisco Raúl Silva Torres - Violín - Claudia Belén Ríos Trujillo - Violín - Carlos Rafael Aguilar Uscanga - Violín - Edy Vega - Batería - Abraham Velázquez Aguilar - Viola - Dan Warner - Ingeniería, guitarra, guitarra acústica, guitarra eléctrica - Eric Weaver - Asistente de ingeniería |

## Historial de lanzamiento
- Edición estándar

| País           | Fecha               | Formato              | Discográfica |
| -------------- | ------------------- | -------------------- | ------------ |
|                | 16 de julio de 2013 | CD, Descarga digital | Sony Music   |
| Estados Unidos | 30 de julio de 2013 | CD, Descarga digital | Sony Music   |

- Edición estándar + DVD

| País | Fecha                | Formato              | Discográfica |
| ---- | -------------------- | -------------------- | ------------ |
|      | 13 de agosto de 2013 | CD, Descarga digital | Sony Music   |